# Шведска на Светском првенству у атлетици на отвореном 2011.
Шведска је на 13. Светском првенству у атлетици на отвореном 2011. одржаном у Тегу од 27. августа до 4. септембра, учествовала тринаести пут, односно учествовала је на свим првенствима до данас. Репрезентацију Шведске представљало је 16 такмичара (9 мушкараца и 7 жена) који су се такмичили у 15 дисциплина (8 мушких и 7 женских).,
На овом првенству Шведска није освојила ниједну медаљу. У табели успешности према броју и пласману такмичара који су учествовали у финалним такмичењима (првих 8 такмичара) Шведска је са 3 учесника у финалу заузела 33 место са 10 бодова.
| Плас. | Земља   | 1. место | 2. место | 3. место | 4. место | 5. место | 6. место | 7. место | 8. место | Бр. финал. | Бод. |
| ----- | ------- | -------- | -------- | -------- | -------- | -------- | -------- | -------- | -------- | ---------- | ---- |
| 33.   | Шведска | 0        | 0        | 0        | 1        | 0        | 1        | 1        | 0        | 3          | 10   |

## Учесници
| Мушкарци: - Ато Ибањез — Ходање 20 км - Андреас Густафсон — Ходање 50 км - Алхађи Ђенг — Скок мотком - Михел Торнеус — Скок удаљ - Кристијан Олсон — Троскок - Леиф Архенијус — Бацање диска - Никлас Архенијус — Бацање диска - Матијас Јонс — Бацање кладива - Габријел Валин — Бацање копља | Жене: - Моа Јелмер — 200 м, 400 м - Изабела Андерсон — Маратон - Ема Грен Трегаро — Скок увис - Еба Јунгмарк — Скок увис - Малин Далстром — Скок мотком - Каролина Клифт — Скок удаљ - Џесика Самуелсон — Седмобој |  |

## Резултати

### Мушкарци
| Атлетичар         | Дисциплина     | Лични рекорд | Квалификације | Квалификације | Полуфинале            | Полуфинале   | Финале                | Финале          | Детаљи |
| Атлетичар         | Дисциплина     | Лични рекорд | Резултат      | Место         | Резултат              | Место        | Резултат              | Место           | Детаљи |
| ----------------- | -------------- | ------------ | ------------- | ------------- | --------------------- | ------------ | --------------------- | --------------- | ------ |
| Ато Ибањез        | 20 км ходање   | 1:23:30      |               |               |                       |              | Дисквалификован       | Дисквалификован |        |
| Андреас Густафсон | 50 км ходање   | 3:57:53      | 4:00:05 ЛРС   | 21 / 24 (45)  |                       |              |                       |                 |        |
| Алхађи Ђенг       | Скок мотком    | 5,81         | 5,50          | 9. у гр. А    |                       |              | Нису се квалификовали | 17 / 26 (28)    |        |
| Михел Торнеус     | Скок удаљ      | 8,19         | 7,75          | 15. у гр. А   | 27 / 32 (36)          |              | Нису се квалификовали |                 |        |
| Кристијан Олсон   | Троскок        | 8,19         | 17,16 КВ      | 3. у гр. Б    | 17,23                 | 6 / 26 (31)  |                       |                 |        |
| Леиф Архениус     | Бацање диска   | 64,46        | 61,33         | 10. у гр. Б   | Нису се квалификовали | 21 / 30 (33) |                       |                 |        |
| Никлас Архенијус  | Бацање диска   | 66,22        | 60,57         | 12. у гр. А   | Нису се квалификовали | 27 / 30 (33) |                       |                 |        |
| Матијас Јонс      | Бацање кладива | 74,76        | 67,93         | 14. у гр. Б   | Нису се квалификовали | 32 / 35      |                       |                 |        |
| Габријел Валин    | Бацање копља   | 80,88        | 74,44         | 14. у гр. Б   | Нису се квалификовали | 26 / 36 (37) |                       |                 |        |

### Жене
| Атлетичарка      | Дисциплина  | Лични рекорд | Квалификације | Квалификације | Полуфинале            | Полуфинале            | Финале                | Финале       | Детаљи |
| Атлетичарка      | Дисциплина  | Лични рекорд | Резултат      | Место         | Резултат              | Место                 | Резултат              | Место        | Детаљи |
| ---------------- | ----------- | ------------ | ------------- | ------------- | --------------------- | --------------------- | --------------------- | ------------ | ------ |
| Моа Јелмер       | 200 м       | 23.20        | 23,33         | 6. у гр. 5    | Није се квалификовала | Није се квалификовала | Није се квалификовала | 24 / 38(40)  |        |
| Моа Јелмер       | 400 м       | 51,58 НР     | 52,26 КВ      | 3. у гр. 5    | 52,35                 | 5. у гр. 1            | Није се квалификовала | 18 / 35 (37) |        |
| Изабела Андерсон | Маратон     | 2:23:41 НР   |               |               |                       |                       | 2:30:13               | 7 / 44 (55)  |        |
| Ема Грен Трегаро | Скок увис   | 2,01         | 1,95 КВ, ЛРС  | 2. у гр. А    |                       |                       | 1,89                  | 10 / 27 (29) |        |
| Еба Јунгмарк     | Скок увис   | 2,01         | 1,92          | 8. у гр. Б    | Нису се квалификовале | 12 / 27 (29)          |                       |              |        |
| Малин Далстром   | Скок мотком | 4,50         | 4,45          | 13. у гр. А   | Нису се квалификовале | 25 / 30 (35)          |                       |              |        |
| Каролина Клифт   | Скок удаљ   | 6,97         | 6,60 кв       | 4. у гр. А    | 6,56                  | 4 / 29 (31)           |                       |              |        |

#### Седмобој
| Дисциплина    | Џесика Самуелсон | Џесика Самуелсон | Џесика Самуелсон | Џесика Самуелсон | Џесика Самуелсон | Џесика Самуелсон |
| Дисциплина    | Лични рекорд     | Резултат         | Бод.             | Плас.            | Укупно           | Плас.            |
| ------------- | ---------------- | ---------------- | ---------------- | ---------------- | ---------------- | ---------------- |
| 100 м препоне | 13,80            | 13,77 ЛР         | 1.011            | 21.              |                  |                  |
| Скок увис     | 1,76             | 1,68             | 830              | 26.              | 1.841            | 27.              |
| Бацање кугле  | 14,89            | 14,52            | 829              | 8.               | 2.670            | 19.              |
| 200 м         | 24,08            | 24,55            | 929              | 10.              | 3.599            | 18.              |
| Скок удаљ     | 6,32             | 6,05             | 865              | 17.              | 4.464            | 20.              |
| Бацање копља  | 38,61            | 41,32 ЛР         | 693              | 20.              | 5.157            | 21.              |
| 800 м         | 2:0,03           | 2:10,20 ЛРС      | 962              | 4.               |                  |                  |
| Седмобој      | 6.146            |                  |                  |                  | 6.119            | 14 / 24 (28)     |